# Karlo Boromejski
Karlo Boromejski (Arona, Italija 2. listopada 1538. – Milano, 3. studenoga 1584.), milanski nadbiskup, kardinal i svetac Katoličke Crkve. Imao je veliku ulogu u katoličkoj obnovi u vrijeme Reformacije, te je usmjeravao rad Tridentinskog sabora, koji je zahvaljujući njemu i došao do uspješnog zaključenja. 

## Životopis
Rođen je 1538., u gradiću Arona, u obitelji Boromejskih koji su bili vlasnici jezera Lago Maggiore i okolnih posjeda. Počinje studirati pravo u Paviji i, premda mu studij, navodno zbog mucanja, nije išao baš najbolje, na kraju ipak uspijeva postići doktorat iz kanonskog i civilnoga prava. 
Nakon toga, u njegovoj 21. godini, ujak papa Pio IV. poziva ga u Rim te ga imenuje za kardinala i državnoga tajnika. Nedorastao povjerenim dužnostima, mladi će Karlo tijekom naredne tri godine ostati više zapamćen po raskošnom i rastrošnom životu negoli po kardinalu primjerenoj uzoritosti. Premda se svojim nastupom neće proslaviti ni na znamenitom Tridentinskom koncilu, izgleda da će se upravo u to vrijeme u njemu početi nešto mijenjati.
Konačni preokret zbit će se uskoro, nakon smrti najstarijega brata. Umjesto da se sekularizira i stane na čelo bogate obitelji, donosi čvrstu odluku da se zauvijek posveti duhovnom životu koji će dodatno oplemeniti izravnim milosrdnim djelovanjem među svojim pukom. Ujak će mu i tu želju ispuniti te ga imenuje za nadbiskupa u Milanu. Da se u njemu odista nešto prelomilo, novi će nadbiskup dokazati već odabirom svoga jednostavnog gesla "Humilitas", pod kojim, obilazeći svoju nadbiskupiju, zalazi u svaki njen kutak. Pritom kao crkveni poglavar dosljedno provodi protureformatorske mjere, zbog čega u nekim krugovima stječe otvorene neprijatelje.
S druge pak strane, zalaganjem za otvaranje hospicija i bolnica te javnim poticanjem na karitativni rad, postaje gotovo obljubljen u puku. U tom smislu, kao zaista izuzetan ostat će u trajnom sjećanju njegov angažman tijekom dva nemila događaja u Milanu. Tijekom gladi 1570. znao je dnevno podijeliti preko tri tisuće obroka "maneštre". U strašnoj epidemiji kuge, koja će 1576. zavladati u gradu i pokositi 18.000 života, što je činilo 10% stanovnika, nadbiskup Karlo središnja je ličnost - kao organizator i dobrotvor. Pritom će razdijeliti svoje preostalo imanje, a siromasima će dati čak i svoju kardinalsku odjeću. Uz to je, navodno uspješno, njegovao i izliječio mnoge bolesnike.
S povijesnomedicinskog motrišta neobično su vrijedna njegova pisana svjedočanstva o toj epidemiji koja će kasnije biti objavljena u knjizi pod naslovom De pestilentia. Osim o kugi, u tom se dijelu, raspravljajući i o ostalim epidemijama zaraznih bolesti, zorno oslikavaju javnozdravstvene prilike toga doba i ukazuje na brojne socijalne, gospodarske i demografske posljedice epidemija. Stoga je, s pravom, ta epidemija kasnije nazvana »kuga sv. Karla« (la peste di san Carlo), a da je bila zarazna i u susjednim krajevima, dokazao je Alessandro Manzoni koji je neke opise iz Boromejeva djela iskoristio u svom poznatom romanu Zaručnici.
Na jednom od svojih pastoralnih obilazaka, 1584., na putu za Lucern iznenada oboli od neke akutne bolesti s visokom temperaturom i nakon nekoliko dana premine.

## Štovanje
Za sveca je proglašen 1610. godine. U spomen na zasluge tijekom epidemije kuge, bit će proglašen zaštitnikom od zaraznih bolesti. Tijelo mu je ostalo neraspadnuto do danas.

## Vanjske poveznice
|  | Zajednički poslužitelj ima još gradiva o temi Karlo Boromejski |
|  | Wikicitati imaju zbirke citata o temi Karlo Boromejski         |